# Gömslespindel
Gömslespindel (Cryphoeca silvicola) är en spindelart som först beskrevs av Carl Ludwig Koch 1834.  Gömslespindel ingår i släktet Cryphoeca och familjen panflöjtsspindlar. Arten är reproducerande i Sverige. Inga underarter finns listade i Catalogue of Life.